# Elecciones municipales de Huaraz de 2006
Las elecciones municipales de Huaraz de 2006 se llevaron a cabo el 19 de noviembre de 2006 para elegir al alcalde y al Concejo Provincial de Huaraz para el periodo 2007-2010. La elección se celebró simultáneamente con elecciones regionales y municipales (provinciales y distritales) en todo el Perú.

## Sistema electoral
La Municipalidad Provincial de Huaraz es el órgano administrativo y de gobierno de la provincia de Huaraz. Está compuesta por el alcalde y el Concejo Provincial.
La votación del alcalde y el concejo se realiza en base al sufragio universal, que comprende a todos los ciudadanos nacionales mayores de dieciocho años, empadronados y residentes en la provincia de Huaraz y en pleno goce de sus derechos políticos, así como a los ciudadanos no nacionales residentes y empadronados en la provincia de Huaraz.
El Concejo Provincial de Huaraz está compuesto por 11 regidores elegidos por sufragio directo para un período de cuatro (4) años, en forma conjunta con la elección del alcalde (quien lo preside). La votación es por lista cerrada y bloqueada. Se asigna a la lista ganadora los escaños según el método d'Hondt o la mitad más uno, lo que más le favorezca.

## Composición del Concejo Provincial de Huaraz
La siguiente tabla muestra la composición del Concejo Provincial de Huaraz antes de las elecciones.
| Partidos | Partidos                                                                | Regidores |
| -------- | ----------------------------------------------------------------------- | --------- |
|          | Lista Independiente N° 1 Movimiento Acción Nacionalista Peruano         | 7         |
|          | Somos Perú                                                              | 2         |
|          | Lista Independiente N° 9 Movimiento Independiente Reconstruyamos Huaraz | 1         |
|          | Perú Posible                                                            | 1         |

## Partidos y candidatos
A continuación se muestra una lista de los principales partidos y alianzas electorales que participaron en las elecciones:
| Candidatura | Candidatura | Partidos y alianzas | Candidatos | Candidatos                 | Ideología                                             | Resultado previo | Resultado previo | Ref. |
| Candidatura | Candidatura | Partidos y alianzas | Candidatos | Candidatos                 | Ideología                                             | Votos (%)        | Reg.             | Ref. |
| ----------- | ----------- | --- | ---------- | -------------------------- | ----------------------------------------------------- | ---------------- | ---------------- | ---- |
|             | ARA         | Lista - Alianza Regional Áncash (ARA) – Perú Posible (PP) – Partido Popular Cristiano (PPC) – Solidaridad Nacional (SN) – Partido por la Democracia Social - Compromiso Perú (PDS) |            | Jeremías Cermeño Ramírez   | Socioliberalismo Democracia liberal Tercera vía       | 17.63%           | 1                |      |
|             | SP          | Lista - Somos Perú (SP) |            | Luis Coral Jamanca         | Democracia cristiana Conservadurismo social           | 14.82%           | 2                |      |
|             | APRA        | Lista - Partido Aprista Peruano (APRA) |            | Daniel Guzmán Huamán Reyes | Aprismo                                               | 6.94%            | 0                |      |
|             | UPP         | Lista - Unión por el Perú (UPP) |            | César Moreno Huerta        | Socialdemocracia Nacionalismo de izquierda            | 2.51%            | 0                |      |
|             | RN          | Lista - Restauración Nacional (RN) |            | Concepción Alva Garro      | Liberalismo económico Humanismo cristiano Evangelismo | Nuevo            | Nuevo            |      |
|             | PNP         | Lista - Partido Nacionalista Peruano (PNP) |            | Julio Salas Cuadros        | Socialismo Nacionalismo de izquierda Indigenismo      | Nuevo            | Nuevo            |      |
|             | RSC         | Lista - Movimiento Independiente Regional Río Santa Caudaloso (RSC) |            | Teodoro Palomino Ricse     | Regionalismo ancashino                                | Nuevo            | Nuevo            |      |
|             | Nueva ERA   | Lista - Movimiento Independiente Nueva Esperanza Regional Ancashina "Nueva ERA" (Nueva ERA)                                                                                        |            | María Bustamante Alzamora  | Regionalismo ancashino                                | Nuevo            | Nuevo            |      |
|             | MANPE       | Lista - Movimiento Acción Nacionalista Peruano (MANPE) |            | Gelacio Mautino Ángeles    | Regionalismo ancashino                                | Nuevo            | Nuevo            |      |
|             | IND         | Lista - Lista Independiente N° 1 Reconstruyamos Huaraz |            | Alfredo Vera Arana         | Localismo huaracino                                   | Nuevo            | Nuevo            |      |
|             | IND         | Lista - Lista Independiente N° 3 Fuerza Huaraz |            | Guillermo Gomero Camones   | Localismo huaracino                                   | Nuevo            | Nuevo            |      |

## Resultados

### Sumario general
| |                                                                                     |              |              |              |           |           |
| Partidos y coaliciones | Partidos y coaliciones                                                              | Voto popular | Voto popular | Voto popular | Regidores | Regidores |
| Partidos y coaliciones | Partidos y coaliciones                                                              | Votos        | %            | +/−          | Total     | +/−       |
| | Movimiento Acción Nacionalista Peruano (MANPE)                                      | 18,616       | 29.15        | Nuevo        | 7         | +7        |
| | Lista Independiente N° 1 Reconstruyamos Huaraz                                      | 18,231       | 28.55        | n/a          | 3         | +3        |
| | Somos Perú (SP)                                                                     | 8,035        | 12.58        | –2.24        | 1         | –1        |
| | Lista Independiente N° 3 Fuerza Huaraz                                              | 4,165        | 6.52         | n/a          | 0         | ±0        |
| | Movimiento Independiente Nueva Esperanza Regional Ancashina "Nueva ERA" (Nueva ERA) | 3,565        | 5.58         | Nuevo        | 0         | ±0        |
| | Partido Aprista Peruano (APRA)                                                      | 2,698        | 4.22         | –2.72        | 0         | ±0        |
| | Unión por el Perú (UPP)1                                                            | 2,462        | 3.86         | +1.35        | 0         | ±0        |
| | Partido Nacionalista Peruano (PNP)                                                  | 1,857        | 2.91         | Nuevo        | 0         | ±0        |
| | Movimiento Independiente Regional Río Santa Caudaloso (RSC)                         | 1,545        | 2.42         | Nuevo        | 0         | ±0        |
| | Restauración Nacional (RN)                                                          | 1,348        | 2.11         | Nuevo        | 0         | ±0        |
| | Alianza Regional Áncash (ARA)2                                                      | 1,337        | 2.09         | –15.54       | 0         | –1        |
| |                                                                                     |              |              |              |           |           |
| Total | Total                                                                               | 63,859       |              |              | 11        | ±0        |
| |                                                                                     |              |              |              |           |           |
| Votos válidos | Votos válidos                                                                       | 63,859       | 78.61        | –0.08        |           |           |
| Votos en blanco | Votos en blanco                                                                     | 9,792        | 12.05        | +2.36        |           |           |
| Votos nulos | Votos nulos                                                                         | 7,580        | 9.33         | –2.29        |           |           |
| Votos emitidos | Votos emitidos                                                                      | 81,231       | 87.82        | +2.84        |           |           |
| Abstenciones | Abstenciones                                                                        | 11,267       | 12.18        | –2.84        |           |           |
| Votantes registrados | Votantes registrados                                                                | 92,498       |              |              |           |           |
| |                                                                                     |              |              |              |           |           |
| Fuente: |                                                                                     |              |              |              |           |           |
| Notas al pie: 1 Comparado con los resultados de Agrupación Independiente Unión por el Perú – Frente Amplio (UPP–FA) en las elecciones de 2002. 2 Comparado con los resultados de Perú Posible (PP) y Unidad Nacional (UN) en las elecciones de 2002. |                                                                                     |              |              |              |           |           |
| Notas al pie: |                                                                                     |              |              |              |           |           |
| 1 Comparado con los resultados de Agrupación Independiente Unión por el Perú – Frente Amplio (UPP–FA) en las elecciones de 2002. 2 Comparado con los resultados de Perú Posible (PP) y Unidad Nacional (UN) en las elecciones de 2002.               |                                                                                     |              |              |              |           |           |

## Elecciones municipales distritales

### Resultados por distrito
La siguiente tabla enumera el control de los distritos de la provincia de Huaraz. El cambio de mando de una organización política se resalta del color de ese partido.
| Distrito      | Alcalde(sa) titular           | Partido político | Partido político            | Alcalde(sa) electo(a)         | Partido político | Partido político            |
| ------------- | ----------------------------- | ---------------- | --------------------------- | ----------------------------- | ---------------- | --------------------------- |
| Cochabamba    | Máximo Cuisano Caballero      |                  | Unión por el Perú           | Vido Sánchez Sifuentes        |                  | Partido Aprista Peruano     |
| Colcabamba    | Jonás Jamanca Carbajal        |                  | Perú Posible                | Jonás Jamanca Carbajal        |                  | Somos Perú                  |
| Huanchay      | Dioscórides León Fernández    |                  | Acción para el Desarrollo   | Dioscórides León Fernández    |                  | Acción Nacionalista Peruano |
| Independencia | Alfredo Vera Arana            |                  | Reconstruyamos Huaraz       | Gregorio Mezarina Paredes     |                  | Reconstruyamos Huaraz       |
| Jangas        | Felipe Haro Coral             |                  | Amanecer Huaracino          | Wilder Hinostroza Minaya      |                  | Reconstruyamos Huaraz       |
| La Libertad   | Octavio Aguedo Vásquez        |                  | Reconstruyamos Huaraz       | Didi Maguiña Salazar          |                  | Fuerza Huaraz               |
| Olleros       | Jabico Robles Blácido         |                  | Movimiento Nueva Izquierda  | Sixto Blácido León            |                  | Reconstruyamos Huaraz       |
| Pampas        | Inocencio Villafuerte Colonia |                  | Pampas Agrario              | Inocencio Villafuerte Colonia |                  | Pampas Agrario              |
| Pariacoto     | Eliseo León Sánchez           |                  | Acción Nacionalista Peruano | Artemio Mejía Ramos           |                  | Partido Aprista Peruano     |
| Pira          | Saturnino Castillo León       |                  | Reconstruyamos Huaraz       | Óscar Morales Salazar         |                  | Fuerza Huaraz               |
| Tarica        | Pelé Tinoco Meyhuay           |                  | Vamos Vecino                | Fredy Chinchay Salazar        |                  | Reconstruyamos Huaraz       |